# Упаљач
Упаљач је механичко помагало који служи за паљење цигарете, цигаре, луле, плина или било чега другог што је запаљиво. За разлику од шибице, упаљач се може користити више пута, јер се не троши упаљач већ само запаљива течност који служи као гориво. Ово може бити текући плин за упаљаче, бензин за упаљаче исл. За иницијално паљење флуида се користи или кремен камен или електрична варница.

## Претеча упаљача
У прошлом веку као средство за паљење ватре, у Србији, се користило следеће:
- кремен (врста камена који ударањем баца варнице)
- огњило (врста турпије савијена у облик који се може видети на Српском грбу)
- труд (врста печурке која расте на кори дрвета и која се пре примене за потребе паљења ватре посебно обради)

Кресањем кремена о оцило труд би се палио.

## Шибице
Паралено са развојем упаљача појавиле су се и шибице:

## Први упаљачи
Први упаљачи су се састојали од:
- кућишта
- фитиља
- материјала сличног вати који се наливао бензином
- кремена
- назубаног точкића који је „гребањем“ кремена бацао варницу

Потрошни материјал је био:
- кремен који се мењао
- фитиљ који је горео па се такође мењао
- специјални бензин који се доливао

## Модерни упаљачи
Модерни упаљачи су измењени у следећем смислу:
- место кремена се користи пиезоелектрични елемент који када се стисне баца варницу
- као гориво користи се специјални плин за упаљаче.

Постоје упаљачи који се могу надопуњавати плином и којима је могуће мењати кремен али најпопуларнији су упаљачи који се једноставно бацају када потроше плин.